# Apamea striata
Apamea striata là một loài bướm đêm trong họ Noctuidae.